# ماريكو مياجي
ماريكو مياجي (باليابانية: 宮城まり子؛ بالكانا: みやぎ まりこ) هي مغنية ومخرجة وممثلة يابانية، ولدت في 21 مارس 1927 في Kamata, Tokyo ‏ في اليابان، وتوفيت في 21 مارس 2020 في طوكيو في اليابان. من الجوائز التي نالتها وسام الكنز المقدس ‏ سنة 2012.

## جوائز
- وسام الكنز المقدس [الإنجليزية]‏ (2012)

## وصلات خارجية
- ماريكو مياجي على موقع IMDb (الإنجليزية)
- ماريكو مياجي على موقع روتن توميتوز (الإنجليزية)
- ماريكو مياجي على موقع ألو سيني (الفرنسية)
- ماريكو مياجي على موقع ميوزك برينز (الإنجليزية)
- ماريكو مياجي على موقع أول موفي (الإنجليزية)
- ماريكو مياجي على موقع قاعدة بيانات الفيلم (الإنجليزية)
- ماريكو مياجي على موقع كينوبويسك (الروسية)